# Batkovci (Republika Serbska)
Batkovci (cyr. Батковци) – wieś w Bośni i Hercegowinie, w Republice Serbskiej, w gminie Oštra Luka. W 2013 roku liczyła 78 mieszkańców.